# Liste der Einträge im National Register of Historic Places im Randolph County (Illinois)

Lage des Randolph County in Illinois

Die Liste der Einträge im National Register of Historic Places im Randolph County in Illinois führt alle Bauwerke und historischen Stätten im Randolph County auf, die in das National Register of Historic Places aufgenommen wurden.

## Legende
| NRHP | Historic Place             |
| HD   | Historic District          |
| NHL  | National Historic Landmark |

## Aktuelle Einträge
| [ 2 ] | Name                              | Bild                              | Eintragsdatum        | Lage                                                                                               | Ort                        | Beschreibung                                |
| ----- | --------------------------------- | --------------------------------- | -------------------- | -------------------------------------------------------------------------------------------------- | -------------------------- | ------------------------------------------- |
| 1     | Charter Oak Schoolhouse           | Charter Oak Schoolhouse           | 1978 ID-Nr. 78001181 | West of Schuline 38° 5′ 21″ N, 89° 47′ 39″ W                                                       | Schuline                   |                                             |
| 2     | Creole House                      | Creole House                      | 1973 ID-Nr. 73000717 | Market Street 38° 5′ 8″ N, 90° 5′ 50″ W                                                            | Prairie du Rocher          |                                             |
| 3     | Fort de Chartres                  | Fort de Chartres                  | 1966 ID-Nr. 66000329 | Ende der IL 155, westlich von Prairie du Rocher 38° 5′ 4″ N, 90° 9′ 28″ W                          | Prairie du Rocher          |                                             |
| 4     | French Colonial Historic District | French Colonial Historic District | 1974 ID-Nr. 74000772 | Vom Fort Chartres State Park bis zum Kaskaskia Island 38° 4′ 48″ N, 90° 7′ 48″ W                   | Prairie du Rocher          | Reicht bis in das benachbarte Monroe County |
| 5     | Kolmer Site                       | Kolmer Site                       | 1974 ID-Nr. 74000773 | Levee Road, westlich des Fort Chartres State Park 38° 5′ 30″ N, 90° 10′ 51″ W                      | Prairie du Rocher          |                                             |
| 6     | Mary's River Covered Bridge       | Mary's River Covered Bridge       | 1974 ID-Nr. 74000771 | Rund 6,5 km nordöstlich von Chester an der IL 150 37° 56′ 54″ N, 89° 45′ 57″ W                     | Chester                    |                                             |
| 7     | Pierre Menard House               | Pierre Menard House               | 1970 ID-Nr. 70000245 | Fort Kaskaskia State Park 37° 57′ 41″ N, 89° 54′ 24″ W                                             | Ellis Grove                |                                             |
| 8     | Modoc Rock Shelter                | Modoc Rock Shelter                | 1966 ID-Nr. 66000328 | Nordostseite der County Road 7 südöstlich der Roscow Hollow Road 38° 3′ 46″ N, 90° 3′ 50″ W        | Modoc                      |                                             |
| 9     | Piney Creek Site                  | Piney Creek Site                  | 2001 ID-Nr. 01000601 | Nördlich des Piney Creek in der Piney Creek Ravine State Natural Area 37° 53′ 49″ N, 89° 38′ 10″ W | westlich von Campbell Hill |                                             |
| 10    | Piney Creek South Site            | Piney Creek South Site            | 2001 ID-Nr. 01000602 | Südlich des Piney Creek in der Piney Creek Ravine State Natural Area 37° 53′ 47″ N, 89° 38′ 9″ W   | Campbell Hill              |                                             |
| 11    | Piney Creek West Site             | Piney Creek West Site             | 2001 ID-Nr. 01000600 | Nördlich des Piney Creek in der Piney Creek Ravine State Natural Area 37° 53′ 49″ N, 89° 38′ 14″ W | Campbell Hill              |                                             |
| 12    | Red Bud Historic District         | Red Bud Historic District         | 1979 ID-Nr. 79000865 | Verschiedene Gebäude in der Main Street und der Market Street 38° 12′ 33″ N, 89° 59′ 37″ W         | Red Bud                    |                                             |
| 13    | Shiloh College                    | Shiloh College                    | 2005 ID-Nr. 05001251 | 13043 Walnut Street 37° 55′ 36″ N, 89° 37′ 12″ W                                                   | Shiloh Hill                |                                             |
| 14    | Sparta Historic District          | Sparta Historic District          | 1982 ID-Nr. 82002595 | South St. Louis Street, West 3rd Street und South James Street 38° 7′ 11″ N, 89° 42′ 15″ W         | Sparta                     |                                             |
| 15    | Tegtmeyer Site                    | Tegtmeyer Site                    | 2001 ID-Nr. 01000599 | Nördlich des Piney Creek in der Piney Creek Ravine State Natural Area 37° 53′ 51″ N, 89° 38′ 16″ W | Campbell Hill              |                                             |